# Pabellón De La Warr

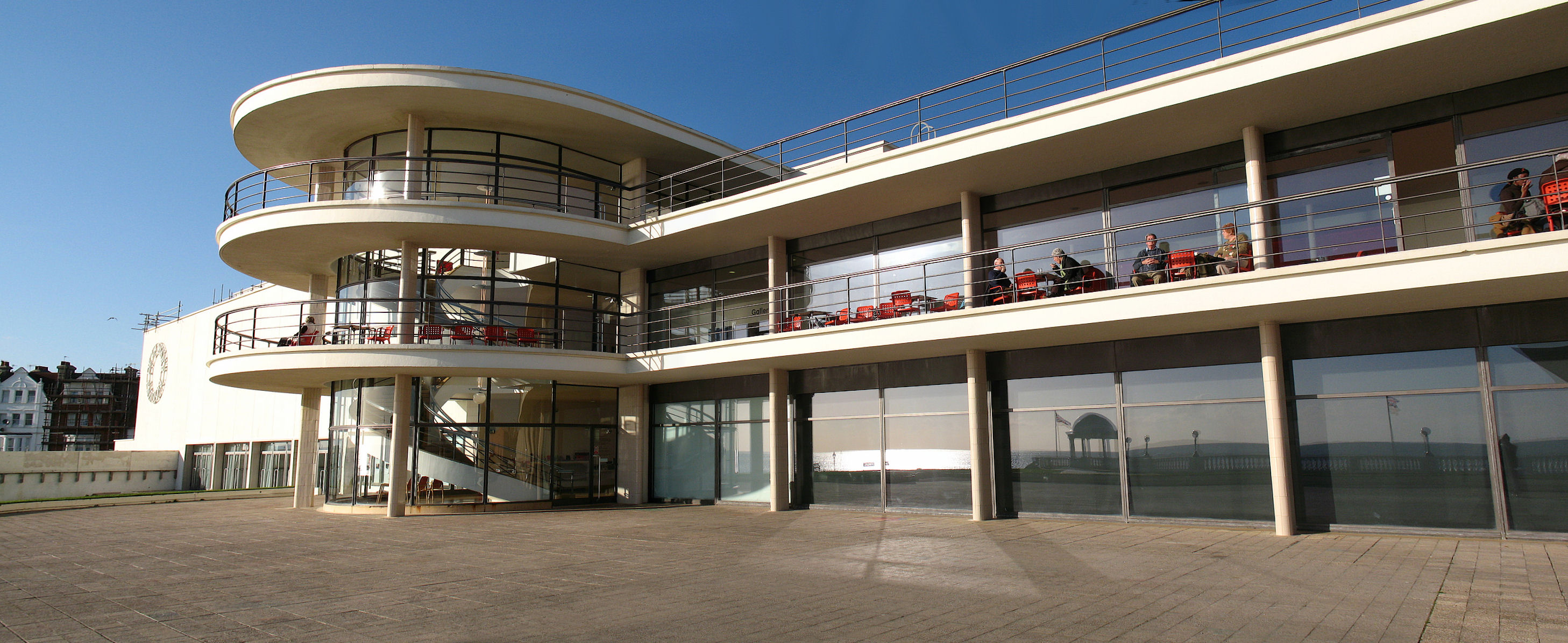
El pabellón

El Pabellón De La Warr (en inglés: De La Warr Pavilion) es un monumento clasificado de grado I situado en Bexhill-on-Sea, Sussex Oriental, en la costa sur de Inglaterra. Este edificio, de estilo art déco y Estilo Internacional, fue diseñado por los arquitectos Erich Mendelsohn y Serge Chermayeff y construido en 1935. Aunque a veces se afirma que fue el primer edificio público de estilo moderno del Reino Unido, en realidad su construcción fue precedida en algunos meses por la del Ayuntamiento de Hornsey.
En 2005, tras una ambiciosa restauración, el Pabellón De La Warr reabrió como un centro de arte contemporáneo, con una de las galerías más grandes de la costa sur de Inglaterra.

## Historia

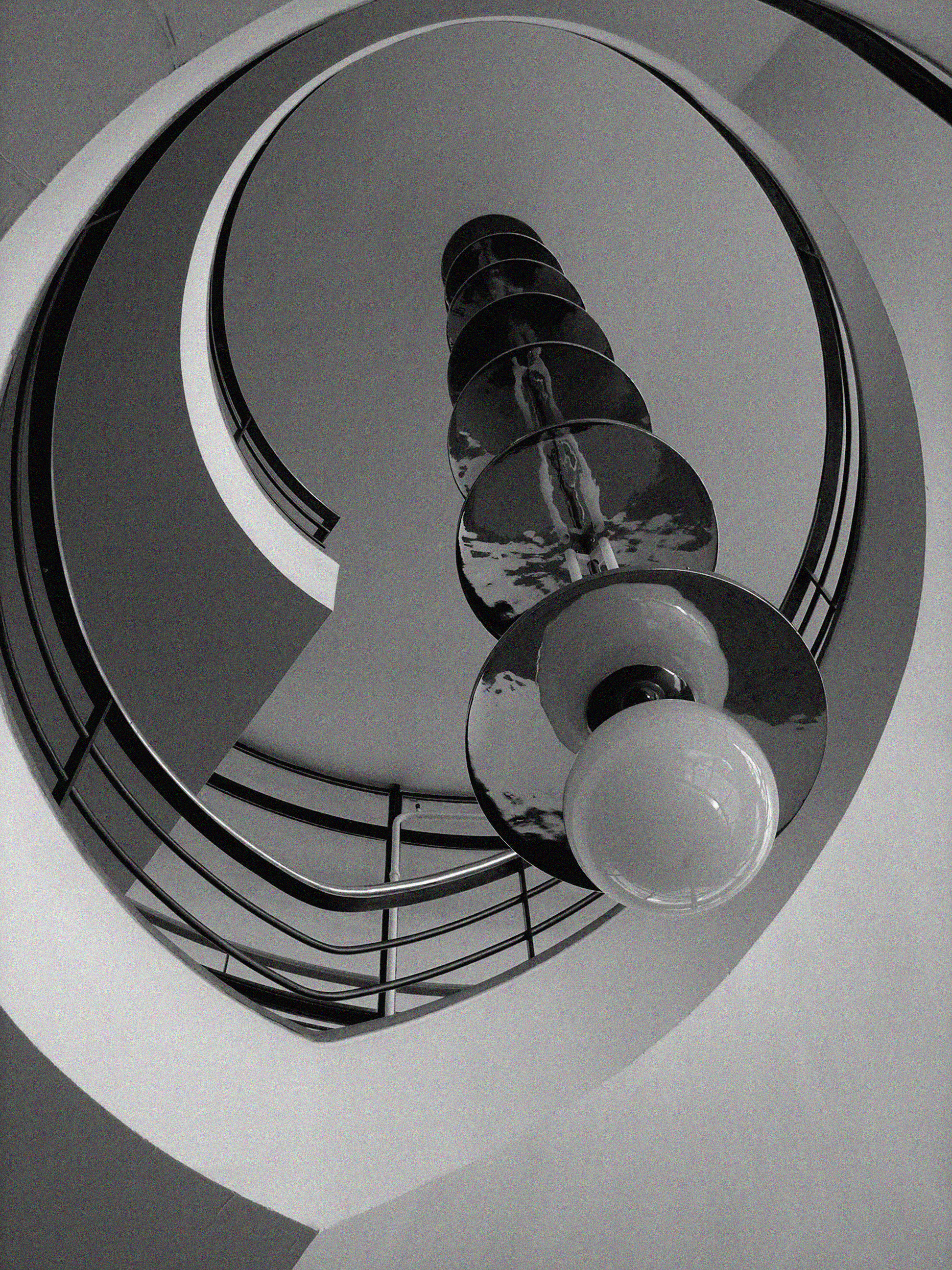
Las formas tienden hacia diseños streamlined o aerodinámicos y muestran influencias industriales.

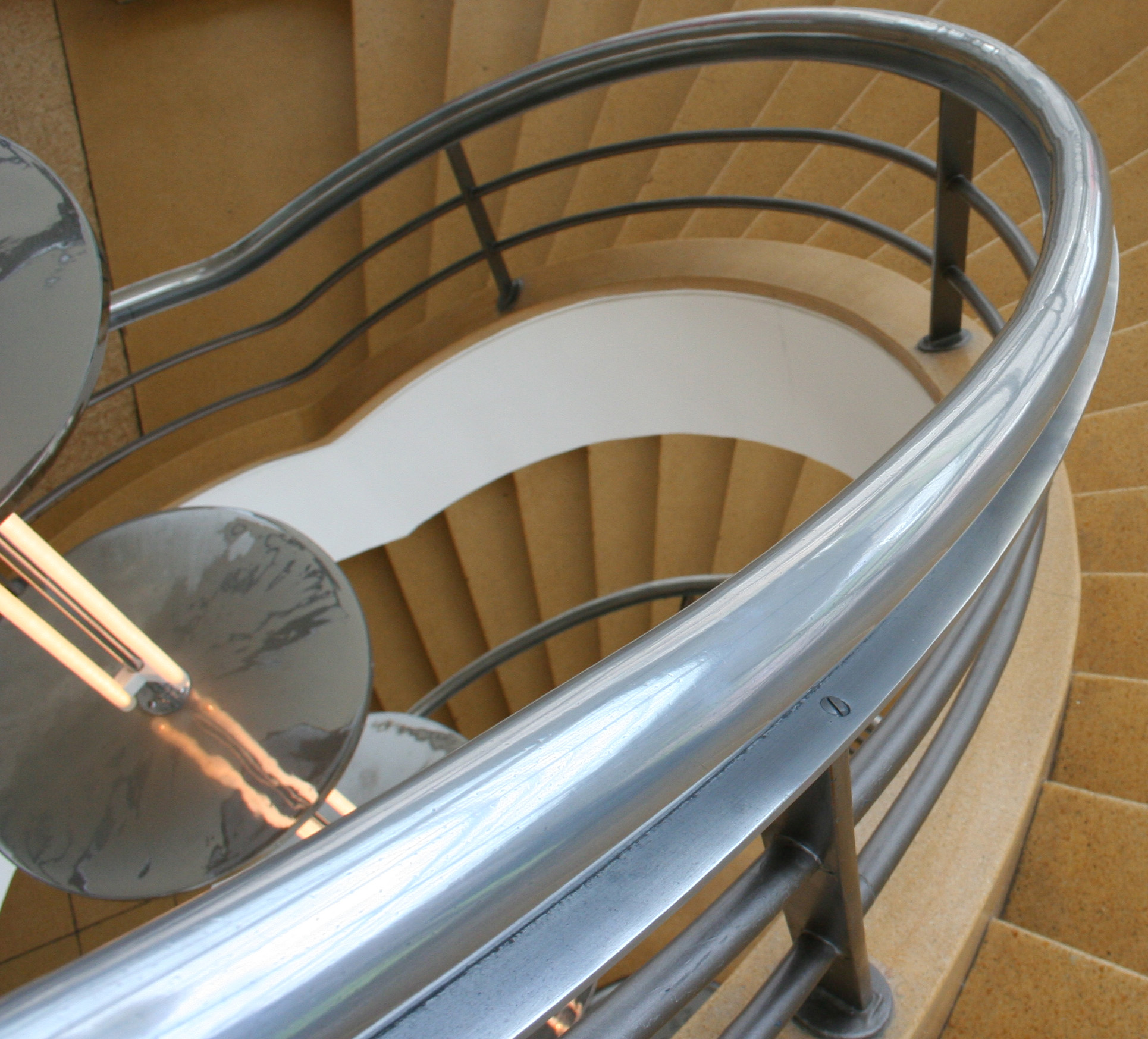
Una escalera del pabellón.

El edificio fue el resultado de un concurso de arquitectura convocado por Herbrand Sackville, noveno conde De La Warr, en honor al cual el edificio recibió su nombre. El conde De La Warr, un socialista comprometido y alcalde de Bexhill, convenció al ayuntamiento de Bexhill para que se construyera un edificio público en la parcela. El concurso fue anunciado en el Architects' Journal en febrero de 1934, con un programa que especificaba una sala de espectáculos con capacidad para al menos mil quinientas personas, un restaurante con doscientos asientos, una sala de lectura y una sala de estar. Inicialmente, el presupuesto del proyecto se limitó a 50 000 libras, aunque posteriormente se elevó a 80 000 libras. Convocado por el Royal Institute of British Architects, este concurso recibió más de doscientas treinta propuestas, muchas de ellas de estilo moderno.
Los arquitectos seleccionados para el proyecto, Erich Mendelsohn y Serge Chermayeff, fueron destacadas figuras del movimiento moderno. La estética usada por el Estilo Internacional resultó especialmente apropiada para el edificio, que muestra una tendencia hacia diseños streamlined y con influencias industriales. Destaca el uso de amplias ventanas con marco de metal, y los arquitectos evitaron los materiales tradicionales como el ladrillo y la piedra en favor de una construcción de hormigón y acero. Entre las características más innovadoras del edificio estaba su estructura de acero soldado, de la que fue pionero el ingeniero estructural Felix Samuely. La construcción del Pabellón De La Warr empezó en verano de 1935, y fue inaugurado el 12 de diciembre del mismo año por el duque y la duquesa de York (posteriores Rey Jorge VI y Reina Isabel).
Durante la Segunda Guerra Mundial, el Pabellón De La Warr fue usado por los militares. Bexhill y Sussex en general eran vulnerables si los alemanes decidieran lanzar una invasión (Operación León Marino). Entre los que sirvieron en el Pabellón durante la Guerra estuvo Spike Milligan, que fue posteriormente un destacado cómico y actor. El edificio sufrió daños menores en sus cimientos cuando el hotel Metropole, situado al oeste del edificio, fue destruido por los bombarderos alemanes.
Tras la guerra, la gestión del pabellón fue asumida por la Bexhill Corporation (que posteriormente se convirtió en el Rother District Council). En los años setenta y ochenta se hicieron cambios en el edificio, muchos de los cuales eran incoherentes con su diseño y estética original. La falta de fondos también resultó en una continua degradación del edificio. Su interior fue usado como lugar de celebración de mercadillos de maleteros y su exterior perdió sus letreros originales.
En 1986, el Pabellón De La Warr fue declarado un monumento clasificado de grado I, lo que lo protegió de más alteraciones inapropiadas. En 1989 se fundó el Pavilion Trust, un grupo dedicado a proteger y restaurar el edificio. El dramaturgo David Hare propuso que fuera usado como una galería de arte en oposición a su esperada recalificación para uso privado. En 2002, tras un largo proceso de solicitud, el Heritage Lottery Fund y el Arts Council concedieron al Pabellón De La Warr seis millones de libras para restaurar el edificio y convertirlo en un centro de arte contemporáneo. Las obras de renovación del pabellón empezaron en 2004 y la propiedad del edificio se transfirió del Rother District Council al De La Warr Pavilion Charitable Trust. En 2005, tras un ambicioso programa de restauración de dieciocho meses de duración, reabrió como un centro de arte contemporáneo, con una de las mayores colecciones de obras de arte de la costa sur de Inglaterra.